# أديلايد لابيه جيار

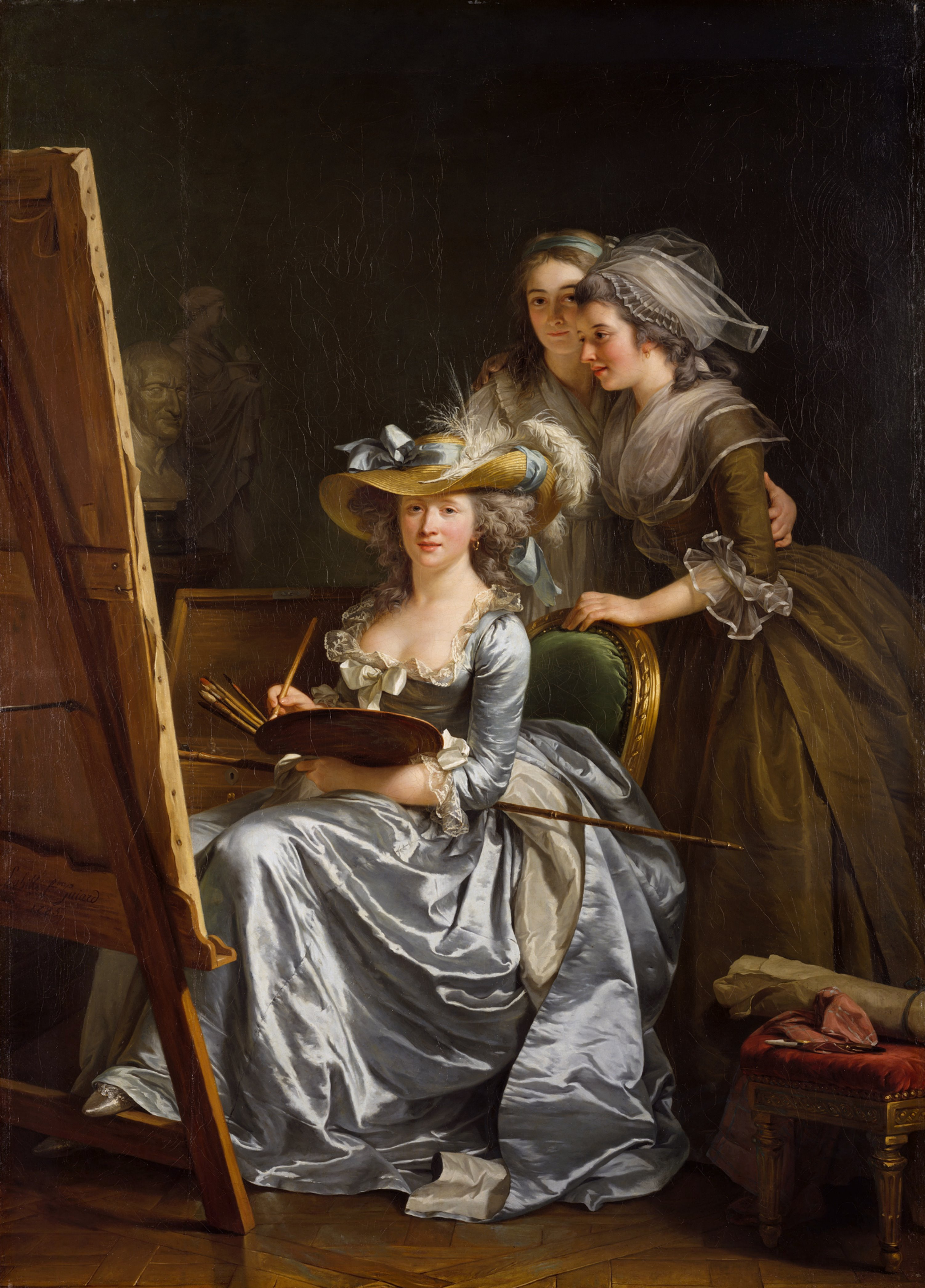
أديلايد لابيه في سنة 1785

أديلايد لابيه جيارد دي فيرتوس (بالفرنسية: Adélaïde Labille-Guiard des Vertus) وهي رسامة فرنسية ولدت في يوم 11 أبريل 1749 في مدينة باريس في فرنسا، تخصصت في الروكوكو وفي الحركة الكلاسيكية الحديثة وقد رسمت عدة لوحات لشخصيات معروفة في باريس وتوفيت في يوم 23 أبريل 1803 في باريس.

## معرض صور

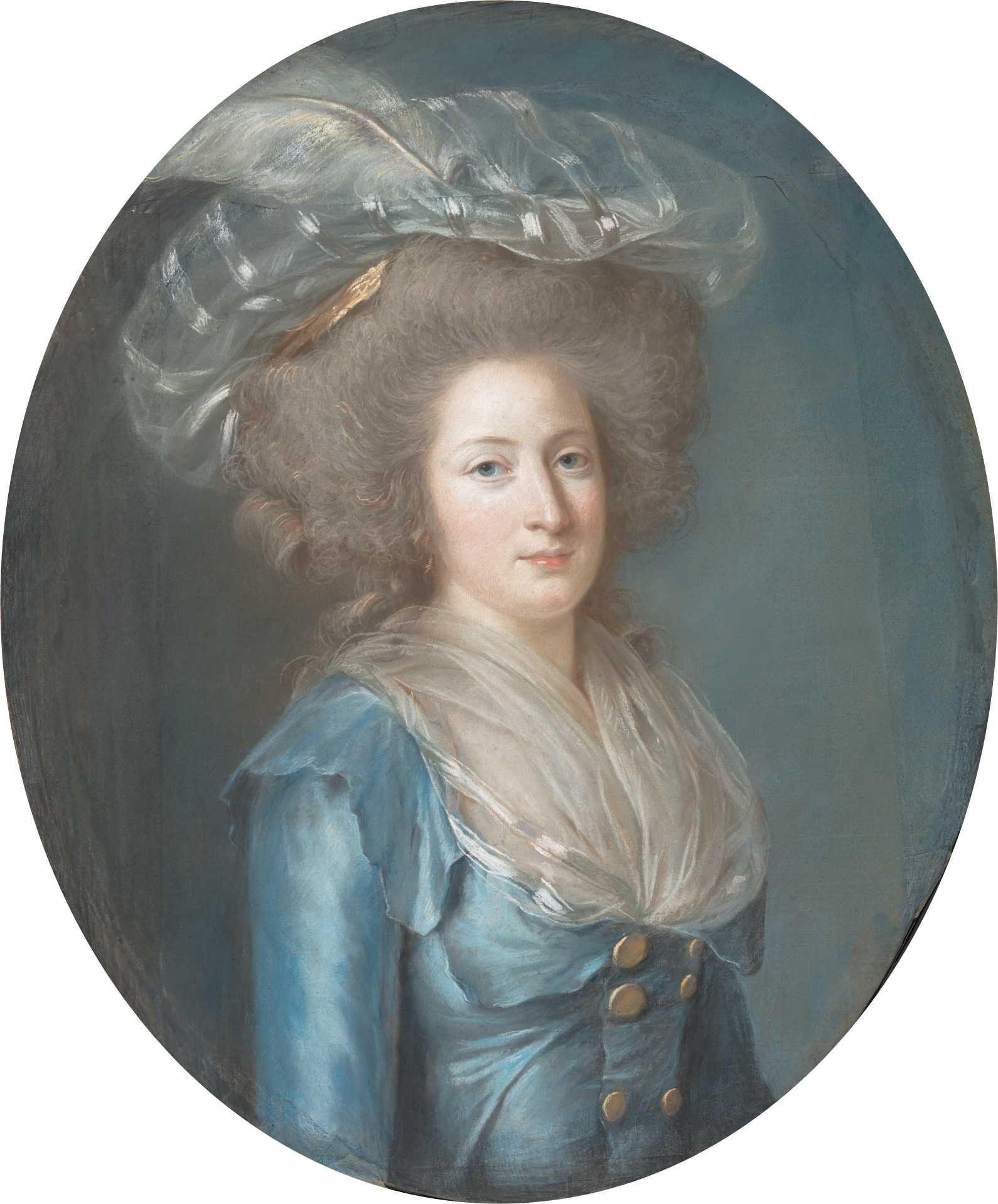
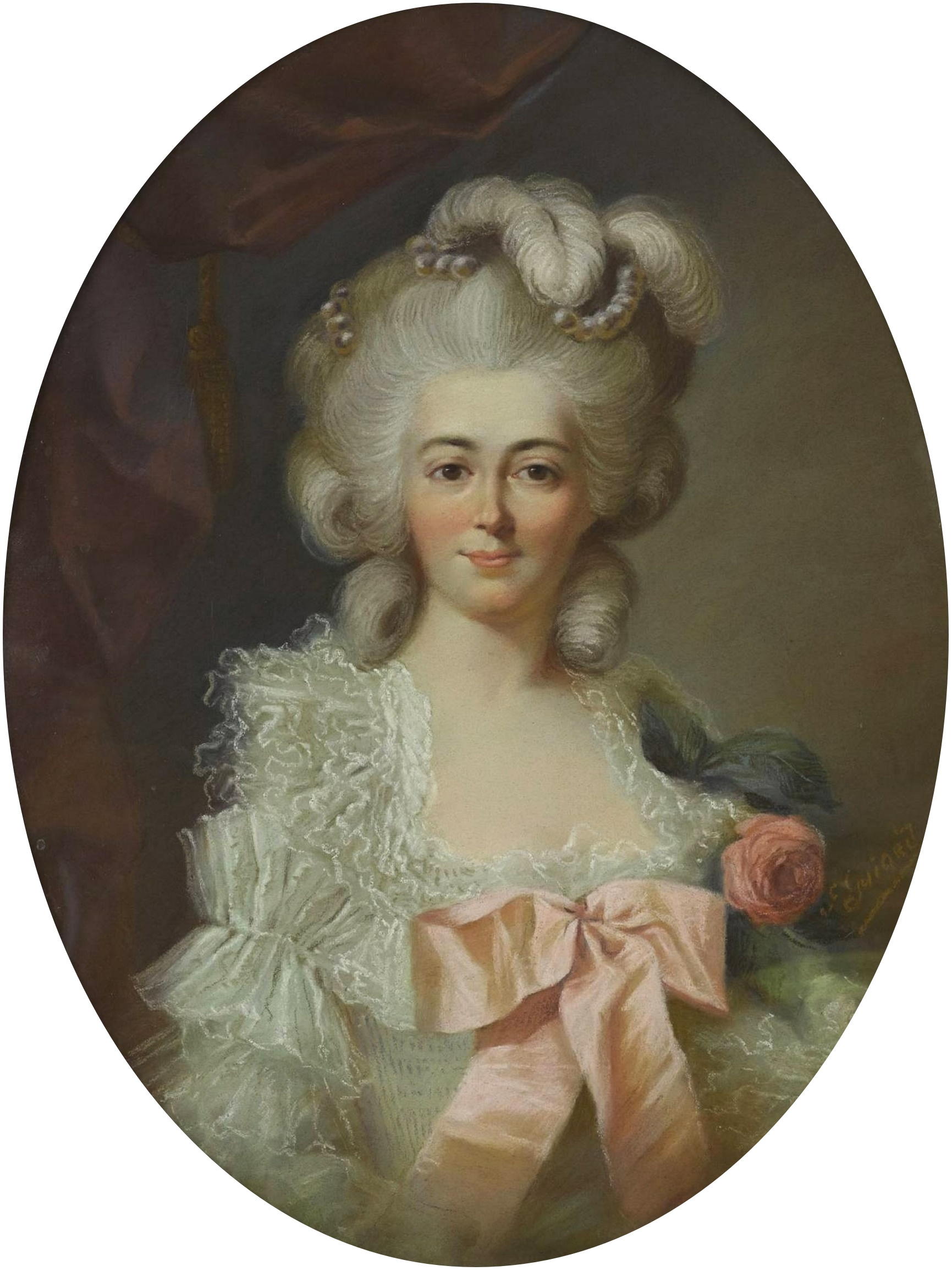
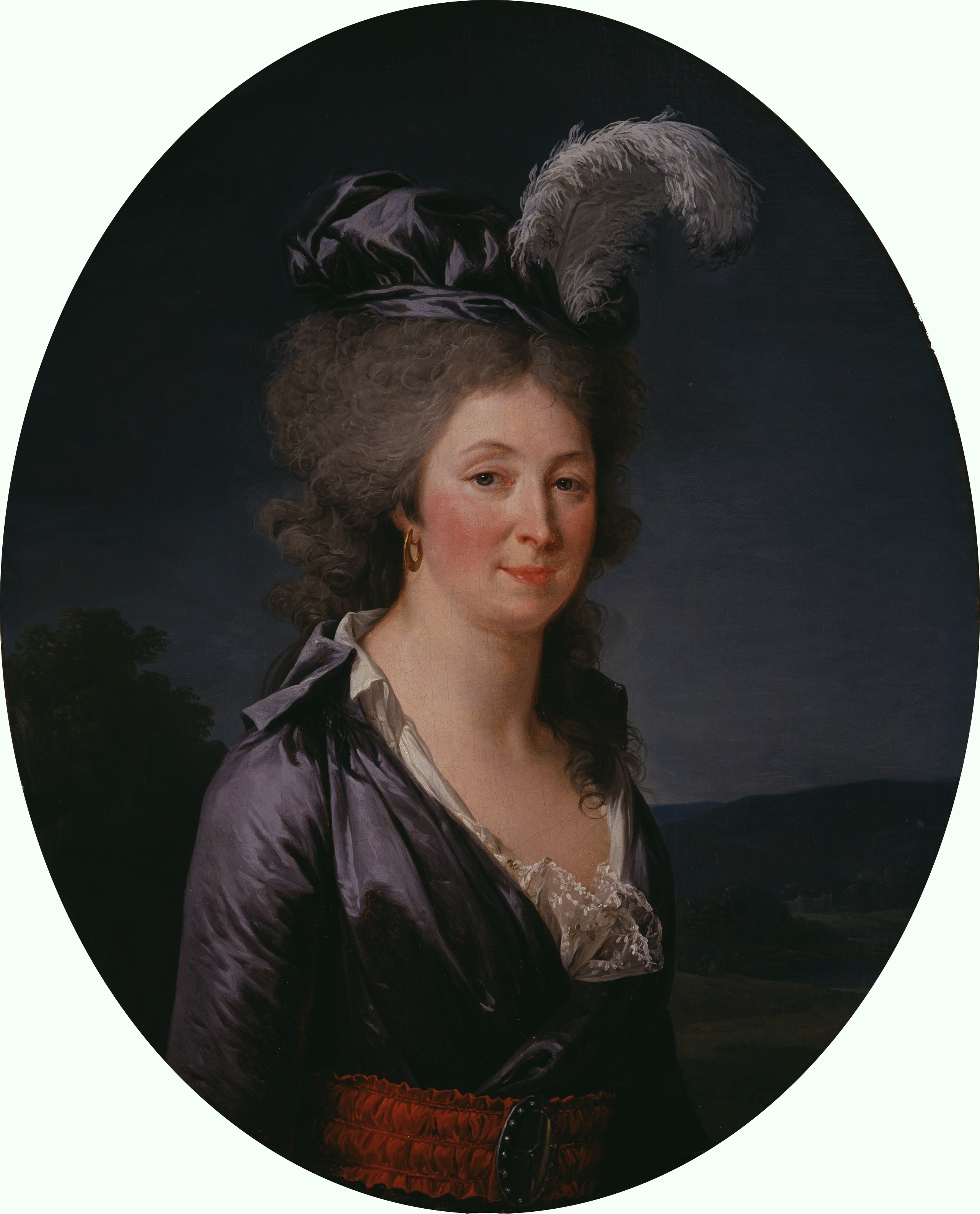
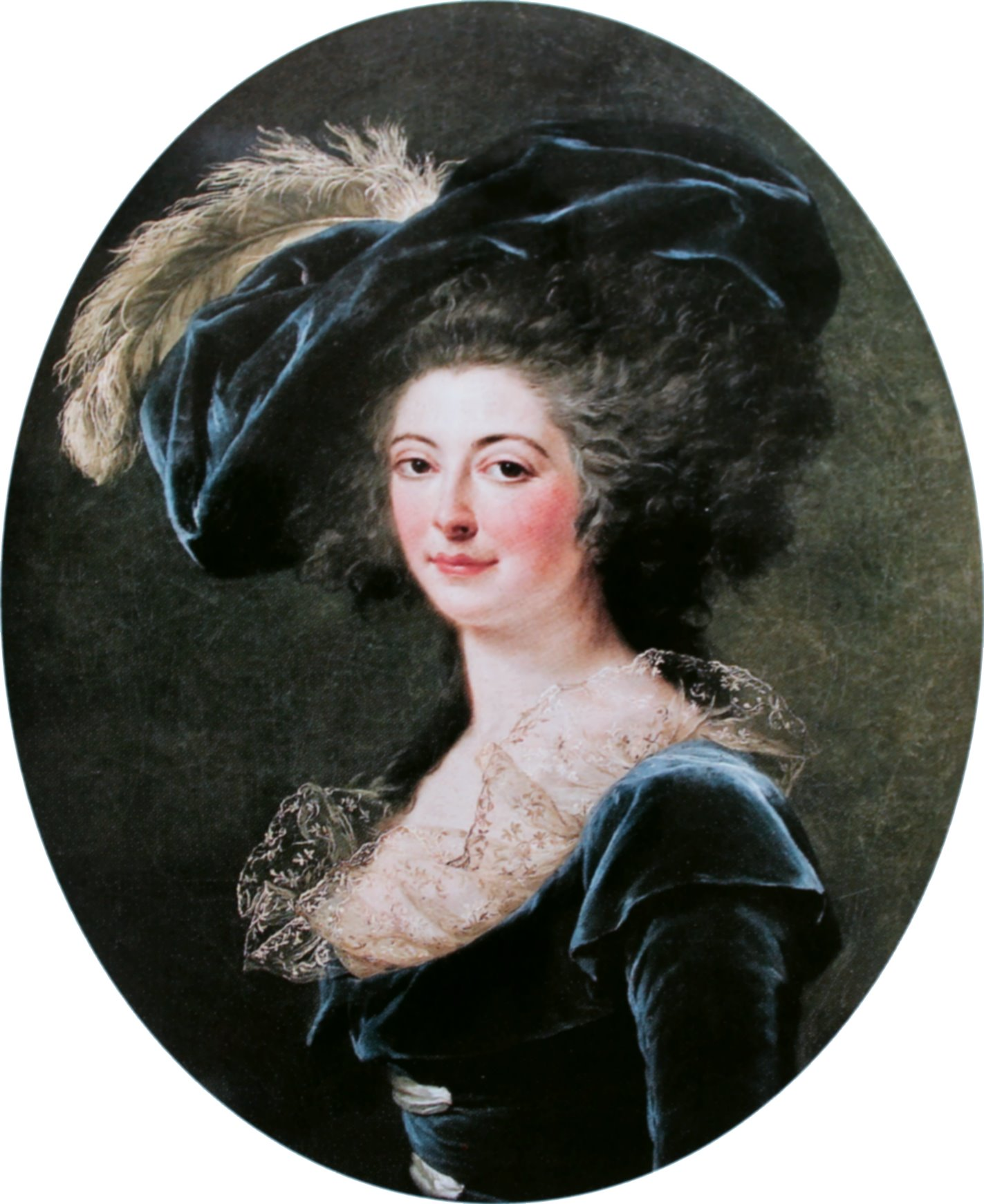
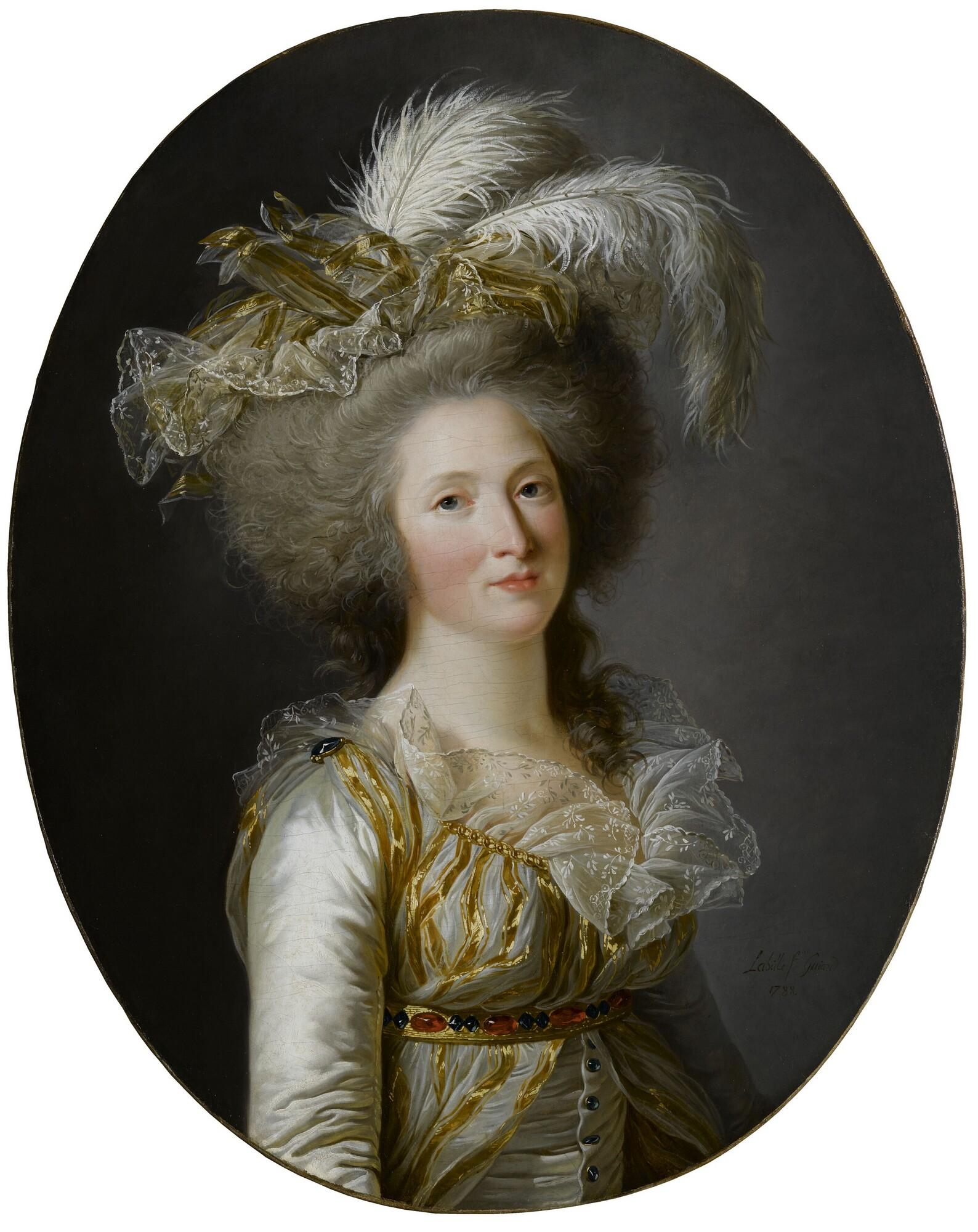